# Wegekreuz An Johannes Junker

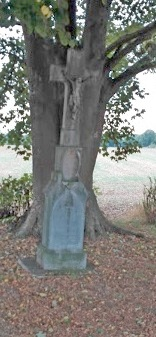
Das Kreuz 2016

Das Wegekreuz An Johannes Junker steht in Nörvenich an der Einmündung des Weges von Hochkirchen in die Zülpicher Straße.

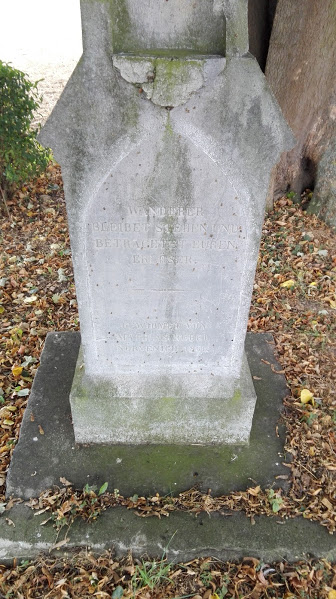
Inschrift 2016

Ob die Flurbezeichnung „Am Johannes Junker“ von dem in der Nähe gelegenen untergegangenen Hof abgeleitet worden ist, der dem Junker Johannes von Goir gehörte, kann nicht gesagt werden. Auch die Annahme, Junker komme von Junke = Binse, die in den feuchten Neffelbachwiesen mit dem Gras wuchsen, ist sehr fraglich. Die Gras- und Binsenflächen durften vom 24. Juni an, dem Tag Johannes der Täufer, von den Kühen der Gemeinde beweidet werden.
Es steht aber fest, dass mindestens seit der Mitte des 17. Jahrhunderts hier ein Kreuz stand, an dem bei der Fronleichnamsprozession der Segen erteilt wurde und zu dem die Fußfallbeterinnen kamen.
Zuerst hat der Pastor Conradus Flocken (1646 bis 1694) Folgendes berichtet:
Nach dem üblichen Fronleichnamssegen geht der Pastor mit den Messdienern, dem Kirchenchor und dem Küster zu der etwa 30 Meter entfernten, nicht mehr vorhandenen Brücke über den ebenfalls nicht mehr vorhandenen Mühlengraben. Nach Verrichtung verschiedener Gebete und Gesänge erteilt er in Richtung des untergegangenen Hofes noch einmal den sakramentalen Segen. Danach zieht die Prozession ins Dorf und zur Kirche.
Diese ungewöhnliche Segenshandlung wurde aufgrund einer Stiftung ausgeführt, aus der der Pastor einen Malter Roggen bezog, der von einem Morgen Land geliefert wurde.
Erst Pastor Linzbach hat bald nach seinem Dienstantritt (1910) den Segen nicht mehr erteilt und auf diese „Sonderzahlung“ verzichtet.
Das heutige Kreuz ist 1861 aufgestellt worden. Es trägt die Beschriftung:

Wanderer

bleibet stehen

und betrachtet euren

Erlöser

Gewidmet von

Mathias Rubel

Nörvenich 1861